# Ishmael Pole
Ishmael Pole (Wewak, 25 gennaio 1993) è un calciatore papuano, portiere dell'Hekari United.

## Carriera

### Club
Ha sempre giocato nel campionato papuano.

### Nazionale
Partecipa alla Coppa delle nazioni oceaniane 2016 con la propria Nazionale, dove giunge al secondo posto.